# Pochazia transversa
Pochazia transversa är en insektsart som beskrevs av Melichar 1898. Pochazia transversa ingår i släktet Pochazia och familjen Ricaniidae. Inga underarter finns listade i Catalogue of Life.